# Liste der Präsidenten Uruguays

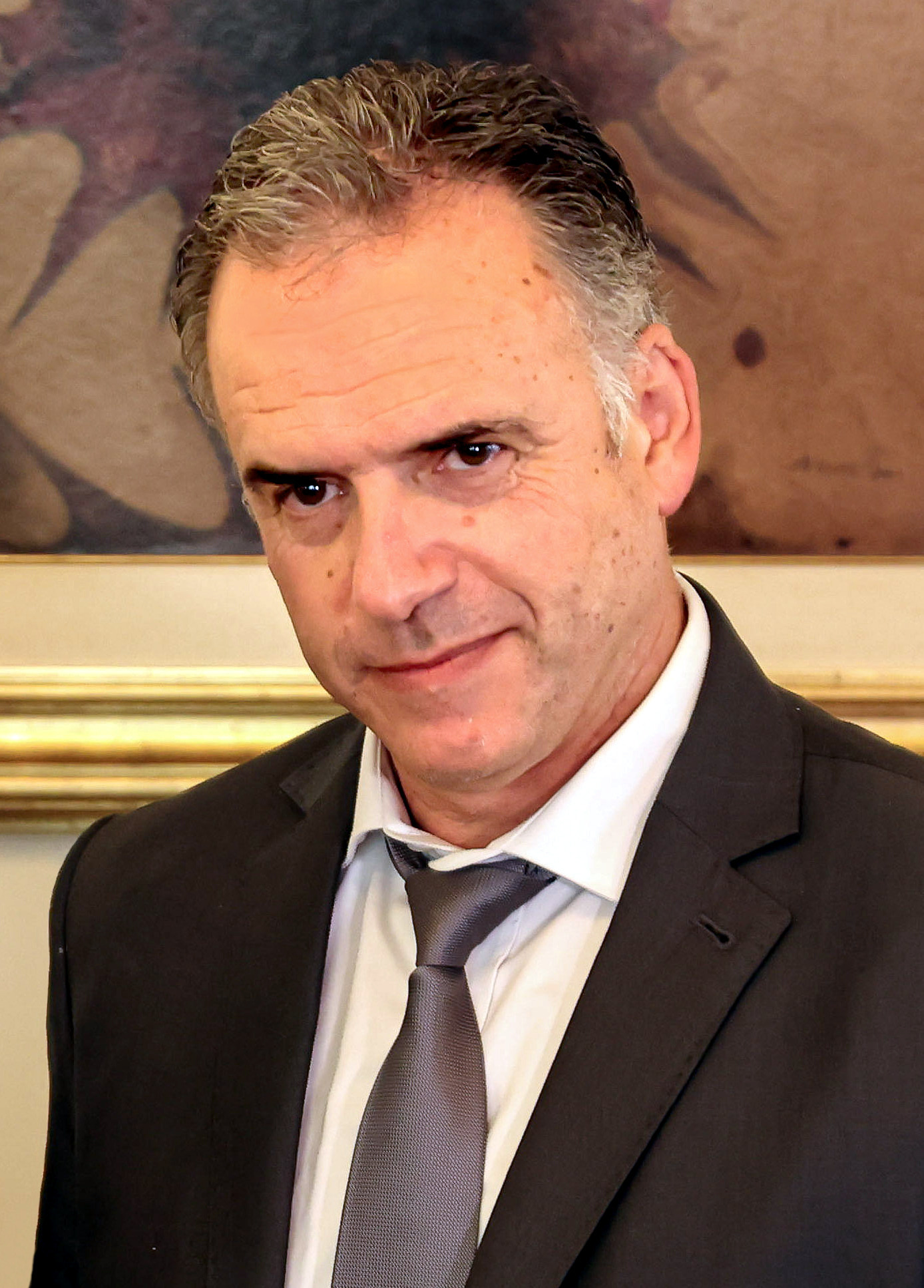
Der amtierende Präsident Uruguays, Yamandú Orsi

Die Liste der Präsidenten Uruguays führt die Staatsoberhäupter in der Geschichte der Republik Uruguay vollständig bis heute. Die Liste führt auch alle Interimspräsidenten des Landes auf.
Vom 25. August 1825 bis zum 24. Oktober 1830 war das heutige Uruguay unter dem Namen Provincia Oriental del Río de la Plata (auch Provincia de Montevideo) Teil der Provincias Unidas del Río de la Plata und wurde durch Gouverneure verwaltet. Der Vollständigkeit halber sind die Gouverneure hier mit aufgeführt.
Manuel Oribe (1843–1851) und Luis Lamas (1855) waren jeweils Gegenpräsidenten zu dem amtierenden Präsidenten, ihre Namen sind orange unterlegt.
Bisher sind drei Präsidenten im Amt gestorben (Juan Idiarte Borda, Tomás Berreta, Óscar Diego Gestido), wobei der erstgenannte ermordet wurde. Bei Berreta und Gestido rückten die jeweiligen Vizepräsidenten (Luis Batlle Berres bei Berreta und Jorge Pacheco Areco bei Gestido) in das Amt nach. Das Amt des Vizepräsidenten wurde im Jahr 1934 geschaffen, auch ihre Namen werden in dieser Liste aufgeführt.
Für eine bessere Übersicht ist die Liste in acht Abschnitte unterteilt, die sich an der Einteilung des Artikels Geschichte Uruguays orientieren.

## Das Amt
Nach der Verfassung von 1967 (mehrfach geändert, zuletzt 1997) ist Uruguay eine demokratische, rechtsstaatliche Präsidialrepublik. Der Präsident, welcher zugleich Staatsoberhaupt und Regierungschef (Premierminister) ist, besitzt eine starke Stellung und kann gegen Gesetzesvorhaben des Parlaments sein Veto einlegen (das wiederum mit 3/5-Mehrheit überstimmt werden kann) und unter bestimmten Bedingungen das Parlament auflösen. Er ernennt die Mitglieder seines Kabinetts, wird zusammen mit den Vizepräsidenten direkt vom Volk für eine Amtszeit von fünf Jahren gewählt und darf nicht zweimal hintereinander für das Amt kandidieren.

## Liste der Gouverneure der Provincia Oriental del Río de la Plata
| Bild | Name                   | Amtszeit                             | Bemerkung |
| ---- | ---------------------- | ------------------------------------ | --- |
|      | Juan Antonio Lavalleja | 25. August 1825 – 1. Dezember 1828   | Am 25. August 1825 wurde die Unabhängigkeit Uruguays von Brasilien ausgerufen, man entschied sich aber später dafür, eine Union mit den Provincias Unidas del Río de la Plata einzugehen. |
|      | Joaquín Suárez         | 1. Dezember 1828 – 22. Dezember 1828 | Interimsgouverneur |
|      | José Rondeau           | 22. Dezember 1828 – 17. April 1830   | |
|      | Juan Antonio Lavalleja | 17. April 1830 – 24. Oktober 1830    | Am 18. Juli 1830 wurde die erste Verfassung Uruguays verabschiedet. |

## Liste der Präsidenten von Uruguay

### 1830–1876: Die Zeit der Bürgerkriege
Mit der endgültigen Unabhängigkeit im Jahre 1830 begann eine Zeit der Bürgerkriege zwischen den politischen Gruppierungen der Colorados und der Blancos. Die beiden ersten Kontrahenten waren die beiden ersten Präsidenten des jungen Staatswesens: José Fructuoso Rivera, der die in Montevideo konzentrierten Handelskreise repräsentierte, und Manuel Oribe, der die Interessen des Agrarsektors vertrat. Sie waren auch die Begründer der Parteien Partido Colorado und der Partido Nacional.
| Bild | Name                      | Partei           | Amtszeit                                                  | Bemerkung |
| ---- | ------------------------- | ---------------- | --------------------------------------------------------- | --- |
|      | Luis Eduardo Pérez        | parteilos        | 24. Oktober 1830 – 6. November 1830                       | Senatspräsident, Interimspräsident |
|      | José Fructuoso Rivera     | parteilos        | 6. November 1830 – 24. Oktober 1834                       | Begründer der Partido Colorado, 1. verfassungsmäßiger Präsident                                                                                         |
|      | Carlos Anaya              | parteilos        | 24. Oktober 1834 – 1. März 1835                           | Senatspräsident, Interimspräsident |
|      | Manuel Oribe              | Partido Nacional | 1. März 1835 – 24. Oktober 1838                           | Begründer der Partido Nacional, 2. verfassungsmäßiger Präsident                                                                                         |
|      | Gabriel Antonio Pereira   | parteilos        | 24. Oktober 1838 – 11. November 1838                      | Senatspräsident, Interimspräsident |
|      | José Fructuoso Rivera     | Partido Colorado | 11. November 1838 – 1. März 1839                          | provisorische Regierung |
|      | José Fructuoso Rivera     | Partido Colorado | 1. März 1839 – 1. März 1843                               | 3. verfassungsmäßiger Präsident |
|      | Manuel Oribe              | Partido Nacional | 16. Februar 1843 – 8. Oktober 1851                        | Gobierno del Cerrito = Regierung des kleinen Hügels (Der Cerrito ist ein kleiner Hügel außerhalb Montevideos.) – Gegenregierung zu Joaquín Suárez       |
|      | Joaquín Suárez            | Partido Colorado | 1. März 1843 – 15. Februar 1852                           | Gobierno de la Defensa (Regierung der Verteidigung) |
|      | Bernardo Prudencio Berro  | Partido Nacional | 15. Februar 1852 – 1. März 1852                           | Senatspräsident, Interimspräsident |
|      | Juan Francisco Giró       | Partido Nacional | 1. März 1852 – 25. September 1853                         | 4. verfassungsmäßiger Präsident, vom Militär gestürzt und durch ein Triumvirat aus Offizieren ersetzt                                                   |
|      | Venancio Flores           |                  | 25. September 1853 – 12. März 1854                        | Triumvirat |
|      | Juan Antonio Lavalleja    |                  | 25. September 1853 – 22. Oktober 1853 (im Amt verstorben) | Triumvirat |
|      | José Fructuoso Rivera     |                  | 25. September 1853 – 13. Januar 1854 (im Amt verstorben)  | Triumvirat |
|      | Venancio Flores           | Partido Colorado | 12. März 1854 – 10. September 1855                        | provisorische Regierung |
|      | Luis Lamas                | Partido Colorado | 29. August 1855 – 10. September 1855                      | Versuch einer Revolution der Conservadores, wurde von diesen zum Präsidenten proklamiert (auf Montevideo beschränkt), Gegenregierung zu Venancio Flores |
|      | Manuel Basilio Bustamante | Partido Colorado | 10. September 1855 – 15. Februar 1856                     | provisorische Regierung |
|      | José María Plá            | Partido Colorado | 15. Februar 1856 – 1. März 1856                           | Senatspräsident, Interimspräsident |
|      | Gabriel Antonio Pereira   | parteilos        | 1. März 1856 – 1. März 1860                               | 5. verfassungsmäßiger Präsident |
|      | Bernardo Prudencio Berro  | Partido Nacional | 1. März 1860 – 1. März 1864                               | 6. verfassungsmäßiger Präsident |
|      | Atanasio Cruz Aguirre     | Partido Nacional | 1. März 1864 – 15. Februar 1865                           | Wurde gestürzt, sein Sturz war ein Mitauslöser des Tripel-Allianz-Krieg                                                                                 |
|      | Tomás Villalba            | Partido Colorado | 15. Februar 1865 – 20. Februar 1865                       | Senatspräsident, Interimspräsident |
|      | Venancio Flores           | Partido Colorado | 20. Februar 1865 – 15. Februar 1868                       | provisorische Regierung |
|      | Pedro Varela              | Partido Colorado | 15. Februar 1868 – 1. März 1868                           | Senatspräsident, Interimspräsident |
|      | Lorenzo Batlle            | Partido Colorado | 1. März 1868 – 1. März 1872                               | 7. verfassungsmäßiger Präsident |
|      | Tomás Gomensoro           | Partido Colorado | 1. März 1872 – 1. März 1873                               | Senatspräsident, Interimspräsident |
|      | José Eugenio Ellauri      | Partido Colorado | 1. März 1873 – 15. Januar 1875                            | 8. verfassungsmäßiger Präsident |
|      | Pedro Varela              | Partido Colorado | 15. Januar 1875 – 22. Januar 1875                         | Interimspräsident |
|      | Pedro Esteban Carve Pérez | Partido Colorado | 22. Januar 1875                                           | Senatspräsident, Interimspräsident |
|      | Pedro Varela              | Partido Colorado | 22. Januar 1875 – 10. März 1876                           | provisorische Regierung |

### 1876–1890: Machtübernahme der Militärs
Um den die Ressourcen des Landes auszehrenden Parteienstreit endlich zu stoppen, kam es zur Errichtung einer für das Land durchaus produktiven Diktatur (1876–1890) fortschrittsorientierter Militärs. Während dieser Phase der autoritär geführten Regierungen, unternahm das Land Schritte in Richtung eines modernen Staatswesens, indem man die Wirtschaft unterstützte, die Infrastruktur ausbaute, das Bildungswesen reformierte und die Säkularisierung vorantrieb.
| Bild | Name                            | Partei           | Amtszeit                         | Bemerkung                          |
| ---- | ------------------------------- | ---------------- | -------------------------------- | ---------------------------------- |
|      | Lorenzo Latorre                 | Partido Colorado | 10. März 1876 – 1. März 1879     | Diktator                           |
|      | Lorenzo Latorre                 | Partido Colorado | 1. März 1879 – 15. März 1880     | 9. verfassungsmäßiger Präsident    |
|      | Francisco Antonio Vidal         | Partido Colorado | 15. März 1880 – 28. Februar 1882 | provisorische Regierung            |
|      | Miguel Alberto Flangini Ximénez | Partido Colorado | 28. Februar 1882 – 1. März 1882  | Senatspräsident, Interimspräsident |
|      | Máximo Santos                   | Partido Colorado | 1. März 1882 – 1. März 1886      | 10. verfassungsmäßiger Präsident   |
|      | Francisco Antonio Vidal         | Partido Colorado | 1. März 1886 – 24. Mai 1886      | 11. verfassungsmäßiger Präsident   |
|      | Máximo Santos                   | Partido Colorado | 24. Mai 1886 – 18. November 1886 | Senatspräsident, Interimspräsident |
|      | Máximo Tajes                    | Partido Colorado | 18. November 1886 – 1. März 1890 | provisorische Regierung            |

### 1890–1931: Übergang zur Neuzeit
Nach dem Ende der Militärherrschaft kehrte 1890 mit Präsident Julio Herrera y Obes von den Colorados das zivile Element in die Politik zurück. Zusammenfallend mit der Jahrhundertwende und flankiert von einer das Land begünstigenden internationalen Konjunktur trat Uruguay nun in eine lang andauernde Epoche der Demokratisierung und Prosperität ein, die stark mit dem Namen eines Mannes verbunden ist: José Batlle y Ordóñez, Begründer des so genannten Batllismo, der auch heute noch in Uruguay dominierenden politischen Strömung. Er war nach einer kurzen Interimspräsidentschaft 1899 zweimal uruguayischer Präsident (1903–1907 und 1911–1915) und schuf, vor allem in seiner zweiten Amtsperiode, den uruguayischen Sozialstaat.
| Bild | Name                  | Partei           | Amtszeit                            | Bemerkung                                         |
| ---- | --------------------- | ---------------- | ----------------------------------- | ------------------------------------------------- |
|      | Julio Herrera y Obes  | Partido Colorado | 1. März 1890 – 1. März 1894         | 12. verfassungsmäßiger Präsident                  |
|      | Duncan Stewart        | Partido Colorado | 1. März 1894 – 21. März 1894        | Senatspräsident, Interimspräsident                |
|      | Juan Idiarte Borda    | Partido Colorado | 21. März 1894 – 25. August 1897     | 13. verfassungsmäßiger Präsident, im Amt ermordet |
|      | Juan Lindolfo Cuestas | Partido Colorado | 25. August 1897 – 10. Februar 1898  | Senatspräsident, Interimspräsident                |
|      | Juan Lindolfo Cuestas | Partido Colorado | 10. Februar 1898 – 15. Februar 1899 | provisorische Regierung                           |
|      | José Batlle y Ordóñez | Partido Colorado | 15. Februar 1899 – 1. März 1899     | Senatspräsident, Interimspräsident                |
|      | Juan Lindolfo Cuestas | Partido Colorado | 1. März 1899 – 1. März 1903         | 14. verfassungsmäßiger Präsident                  |
|      | José Batlle y Ordóñez | Partido Colorado | 1. März 1903 – 1. März 1907         | 15. verfassungsmäßiger Präsident                  |
|      | Claudio Williman      | Partido Colorado | 1. März 1907 – 1. März 1911         | 16. verfassungsmäßiger Präsident                  |
|      | José Batlle y Ordóñez | Partido Colorado | 1. März 1911 – 1. März 1915         | 17. verfassungsmäßiger Präsident                  |
|      | Feliciano Viera       | Partido Colorado | 1. März 1915 – 1. März 1919         | 18. verfassungsmäßiger Präsident                  |
|      | Baltasar Brum         | Partido Colorado | 1. März 1919 – 1. März 1923         | 19. verfassungsmäßiger Präsident                  |
|      | José Serrato          | Partido Colorado | 1. März 1923 – 1. März 1927         | 20. verfassungsmäßiger Präsident                  |
|      | Juan Campisteguy      | Partido Colorado | 1. März 1927 – 1. März 1931         | 21. verfassungsmäßiger Präsident                  |

### 1931–1943: Periode der autoritären Regierungen
Nach dem Tod von Batlle und der Wirtschaftskrise von 1929, welche Uruguay als exportorientiertes Land besonders hart traf, wurde Gabriel Terra Präsident und erklärte sich, nach einem gelungenen Putsch, am 31. März 1933 zum Diktator. Er löste den nationalen Verwaltungsrat und die legislativen Kräfte, die seine Macht beschränkten, auf. Im Jahr 1934 wurde die neue Verfassung per Plebiszit angenommen und obgleich die Wiederwahl des Präsidenten verfassungswidrig war, wurde Terra für eine weitere Amtszeit gewählt. Die neue Verfassung schaffte den nationalen Verwaltungsrat ab und übertrug seine Befugnisse auf den Präsidenten. Außerdem wurden bestimmte soziale Rechte jetzt durch die Verfassung garantiert (z. B. das Recht auf eine Wohnung und das Recht zu arbeiten) und das Wahlrecht für Frauen eingeführt.
Im Jahr 1938 wurden allgemeine Wahlen abgehalten – die erste, bei der auch die Frauen wählen durften, da das Frauenwahlrecht erst 1932 eingeführt worden war – welche von Terras Schwager Alfredo Baldomir gewonnen wurde. Während des Zweiten Weltkrieges stand Uruguay auf der Seite der Alliierten. Die Blancos kritisierten heftig die Politik der Colorados, verstärkt mit den USA zusammenzuarbeiten, und forderten, dass Uruguay neutral bleibe. Im Februar 1942 löste Baldomir den Generalrat auf und ersetzte ihn durch den Consejo de Estado.
| Bild | Name             | Partei           | Vizepräsident            | Amtszeit                     | Bemerkung |
| ---- | ---------------- | ---------------- | ------------------------ | ---------------------------- | --- |
|      | Gabriel Terra    | Partido Colorado | César Charlone (ab 1934) | 1. März 1931 – 19. Juni 1938 | 22. verfassungsmäßiger Präsident, erklärte sich, nach einem gelungenen Putsch, am 31. März 1933 zum Diktator. |
|      | Alfredo Baldomir | Partido Colorado | Alfredo Navarro          | 19. Juni 1938 – 1. März 1943 | 23. verfassungsmäßiger Präsident                                                                              |

### 1943–1959: Zeit nach dem Zweiten Weltkrieg
Die Regierung von Juan José de Amézaga reformierte die Sozialgesetze; noch 1943 führte sie den „Consejo de Salarios“ ein, einen „Lohnrat“ zur Verhandlung und Festlegung der Arbeitslöhne, dem Vertreter von Staat, Arbeitgebern und Arbeitnehmern angehörten, und führte ein Programm zur Förderung von Familien ein. Gleichzeitig wurden die Arbeiter in der Landwirtschaft in das Rentensystem integriert.
Im Februar 1945 wurde dann schließlich dem Deutschen Reich und Japan der Krieg erklärt. Wie schon im Ersten Weltkrieg entsandte Uruguay aber keine Soldaten. Im selben Jahr wurde das Land dann Gründungsmitglied der Vereinten Nationen.
Die Regierung von Luis Batlle Berres (1947 bis 1951) brachte wirtschaftlichen Wohlstand, der vor allem durch die uruguayischen Exporte während des Koreakrieges (1950–1953) gestützt wurde. In den Präsidentschafts- und Parlamentswahlen von 1950 konnte sich mit Andrés Martínez Trueba erneut ein Mitglied der Colorados durchsetzen.
| Bild | Name                         | Partei           | Vizepräsident      | Amtszeit                                          | Bemerkung |
| ---- | ---------------------------- | ---------------- | ------------------ | ------------------------------------------------- | --- |
|      | Juan José de Amézaga         | Partido Colorado | Alberto Guani      | 1. März 1943 – 1. März 1947                       | 24. verfassungsmäßiger Präsident |
|      | Tomás Berreta                | Partido Colorado | Luis Batlle Berres | 1. März 1947 – 2. August 1947 (im Amt verstorben) | 25. verfassungsmäßiger Präsident |
|      | Luis Batlle Berres           | Partido Colorado | Alfeo Brum         | 2. August 1947 – 1. März 1951                     | Vizepräsident von Tomás Berreta, war der erste Vizepräsident, der durch den Tod des Präsidenten in dessen Amt nachrückte |
|      | Andrés Martínez Trueba       | Partido Colorado | Alfeo Brum         | 1. März 1951 – 1. März 1952                       | 26. verfassungsmäßiger Präsident, schaffte 1952 durch eine per Referendum bestätigte Verfassungsänderung das Präsidentenamt ab und übertrug die Regierungsgewalt einem aus neun Mitgliedern bestehenden Nationalrat (Consejo Nacional de Gobierno).       |
|      | Consejo Nacional de Gobierno | Partido Colorado | kein Vizepräsident | 1. März 1952 – 1. März 1955                       | Consejo Nacional de Gobierno Vorsitzender: - Andrés Martínez Trueba (1952–1955) |
|      | Consejo Nacional de Gobierno | Partido Colorado | kein Vizepräsident | 1. März 1955 – 1. März 1959                       | Consejo Nacional de Gobierno Vorsitzende: - Luis Batlle Berres (1. März 1955 – 1. März 1956) - Alberto Fermín Zubiría (1. März 1956 – 1. März 1957) - Arturo Lezama Bagez (1. März 1957 – 1. März 1958) - Carlos L. Fischer (1. März 1958 – 1. März 1959) |

### 1959–1973: Verfall der Demokratie
1958 wurden die Blancos nach 93 Jahren Colorado-Regierung mit großer Mehrheit gewählt. Die neue Regierung führte wirtschaftliche Reformen durch und sah sich in der Folge mit schweren Arbeiterunruhen konfrontiert.
Ab 1959 bekam das Land große wirtschaftliche Probleme, verursacht durch den Rückgang der Nachfrage nach landwirtschaftlichen Produkten. Dies führte zu Massenarbeitslosigkeit, Inflation und zu einem Absinken des bisherigen Lebensstandards. Es kam zu sozialen Unruhen und in Montevideo gründete sich eine Stadtguerillabewegung. Diese Guerilleros, Tupamaros genannt, überfielen zuerst Banken und verteilte das gestohlene Geld sowie Essen an die Armen. Später entführten sie Politiker und griffen Sicherheitskräfte an.
Im Jahr 1966 unterstützten Blancos und Colorados gemeinsam eine Initiative zur Wiederherstellung des Präsidialsystems, der die Bevölkerung in einem Referendum zustimmte. Die Colorados gingen mit dem ehemaligen General Óscar Diego Gestido siegreich aus den Präsidentschaftswahlen hervor und lösten die Blancos in der Regierungsverantwortung ab. Die Verfassung wurde 1967 dahingehend abgeändert, dass nun Regierungen der Blancos und Colorados einander abwechselten. Nach dem Tod Gestidos im Jahr 1967 übernahm der Vizepräsident Jorge Pacheco Areco das Präsidentenamt. Pacheco löste mit seiner Politik der restriktiven Maßnahmen zur Bekämpfung der Inflation große Unruhen aus, und die Tupamaros verstärkten ihre terroristischen Aktionen gegen die Regierung. 1968 erklärte Präsident Jorge Pacheco Areco den Notstand und vier Jahre später wurden von seinem Nachfolger, Juan María Bordaberry, die Bürgerrechte außer Kraft gesetzt. Im April 1972 erklärte der Kongress den Kriegszustand und hob die von der Verfassung festgelegten Grundrechte auf, der Kriegszustand wurde am 11. Juli wieder aufgehoben, die Verfassung trat erst 1973 wieder in Kraft.
| Bild | Name                         | Partei           | Vizepräsident       | Amtszeit                        | Bemerkung |
| ---- | ---------------------------- | ---------------- | ------------------- | ------------------------------- | --- |
|      | Consejo Nacional de Gobierno | Partido Nacional | kein Vizepräsident  | 1. März 1959 – 1. März 1963     | Consejo Nacional de Gobierno Vorsitzende: - Martín Etchegoyen (1. März 1959 – 1. März 1960) - Benito Nardone (1. März 1960 – 1. März 1961) - Eduardo Víctor Haedo (1. März 1961 – 1. März 1962) - Faustino Harrison (1. März 1962 – 1. März 1963) |
|      | Consejo Nacional de Gobierno | Partido Nacional | kein Vizepräsident  | 1. März 1963 – 1. März 1967     | Consejo Nacional de Gobierno Vorsitzende: - Daniel Fernández Crespo (1. März 1963 – 1. März 1964) - Luis Giannattasio (1. März 1964 – 7. Februar 1965) - Washington Beltrán (7. Februar 1965 – 1. März 1966) - Alberto Héber Usher (1. März 1966 – 1. März 1967, Sep. 1966 – Jan. 1967 wegen Präsidentschaftskandidatur vertreten von Carlos María Penadés) |
|      | Óscar Diego Gestido          | Partido Colorado | Jorge Pacheco Areco | 1. März 1967 – 6. Dezember 1967 | 27. verfassungsmäßiger Präsident (im Amt verstorben) |
|      | Jorge Pacheco Areco          | Partido Colorado | Alberto Abdala      | 6. Dezember 1967 – 1. März 1972 | Vizepräsident von Óscar Diego Gestido, wurde durch dessen Tod Präsident |
|      | Juan María Bordaberry        | Partido Colorado | Jorge Sapelli       | 1. März 1972 – 27. Juni 1973    | 28. verfassungsmäßiger Präsident |

### 1973–1985: Militärdiktatur
Am 27. Juni 1973, inmitten einer Wirtschaftskrise mit hoher Inflation, entschloss sich das Militär zur Schließung des Kongresses und zur Übernahme der Macht. Die Gewerkschaft CNT (Convención Nacional de Trabajadores: Nationale Übereinkunft der Arbeiter) konterte mit einem landesweiten Streik, der am 11. Juli von der Regierung gewaltsam niedergeschlagen wurde. Am 11. August verloren die Gewerkschaften ihre Autonomie. Die CNT und politische Parteien wurden verboten. Die Führer der linksorientierten Gruppierungen wurden verfolgt und hingerichtet.
1976 wurde Bordaberry vom Militär abgesetzt und ein neuer Nationalrat mit 25 Zivilisten und 21 Offizieren wählte Aparicio Méndez zum Präsidenten. Eine der ersten Amtshandlungen seiner Regierung war der Entzug der staatsbürgerlichen Rechte aller Personen, die an dem politischen Geschehen zwischen 1966 und 1973 beteiligt waren. Die Zahl der politischen Gefangenen betrug 1976 etwa 6.000.
Eine Vorlage für eine neue Verfassung wurde am 30. November 1980 von 57,2 % der Wahlberechtigten abgelehnt. Im September 1981 trat der als gemäßigt geltende General Gregorio Álvarez Armelino das Präsidentenamt an. Die im Zuge des Demokratisierungsprozesses vom Militär erneut zugelassenen Parteien hielten 1982 innerparteiliche Wahlen ab, um sich auf die für 1984 vorgesehenen Parlaments- und Präsidentschaftswahlen vorzubereiten. Im Jahr 1984 nahm der Protest gegen die Militärregierung massiv zu. Nach einem 24-stündigen Generalstreik bereitete das Militär daraufhin ein Programm vor, die Macht an eine Zivilregierung zurückzugeben.
| Bild | Name                      | Partei           | Vizepräsident      | Amtszeit                             | Bemerkung                                       |
| ---- | ------------------------- | ---------------- | ------------------ | ------------------------------------ | ----------------------------------------------- |
|      | Juan María Bordaberry     | Partido Colorado | kein Vizepräsident | 27. Juni 1973 – 12. Juni 1976        | Wurde vom Militär gestürzt                      |
|      | Alberto Demicheli         | Partido Colorado | kein Vizepräsident | 12. Juni 1976 – 1. September 1976    | Interimspräsident, de facto vom Militär ernannt |
|      | Aparicio Méndez           | Partido Nacional | kein Vizepräsident | 1. September 1976 – 12. Oktober 1981 | Militärdiktatur, de facto vom Militär ernannt   |
|      | Gregorio Álvarez Armelino | Militär          | kein Vizepräsident | 12. Oktober 1981 – 12. Februar 1985  | Militärdiktatur, de facto vom Militär ernannt   |

### Seit 1985: Rückkehr zur Demokratie
Im Februar 1985 fanden Präsidentschaftswahlen statt, Wahlsieger wurde Julio María Sanguinetti von den Colorados, einer der führenden Widerständler gegen die Militärregierung. Mit ihm folgte nach zwölf Jahren wieder ein Zivilist als Präsident.
Zwischen 1990 und 1995 war Luis Alberto Lacalle Herrera von der Partido Nacional Präsident. Während seines Mandates gehörte Uruguay 1991 zu den Mitbegründern des Mercosurs. Außerdem vollzog Uruguay eine Währungsreform (1 uruguayischer Peso ersetzte 1000 Peso Nuevos, die bis dahin gültige Währung) und er erließ ein Amnestiegesetz für Folterungen der Militärs während der Diktatur (Ley de Caducidad).
Die Präsidentschaftswahlen im Oktober 2004 markierten einen historischen Wandel in der Geschichte des Landes, das seit der Unabhängigkeit im Jahr 1828 abwechselnd von den Colorados und den Blancos regiert wurde, entschieden sich die Wähler für einen linksgerichteten Kandidaten, den ehemaligen Oberbürgermeister Montevideos, Tabaré Vázquez. Er war von einem Bündnis mehrerer linksgerichteter Parteien aufgestellt worden, dem Frente Amplio (deutsch: Breite Front), und hatte sich bereits im ersten Wahlgang mit 51 Prozent der Stimmen durchgesetzt. Am 1. März 2005 löste er Batlle als Präsident ab.
| Bild | Name                     | Partei           | Vizepräsident                                              | Amtszeit                        | Bemerkung                                                                                      |
| ---- | ------------------------ | ---------------- | ---------------------------------------------------------- | ------------------------------- | ---------------------------------------------------------------------------------------------- |
|      | Rafael Addiego Bruno     | parteilos        | kein Vizepräsident                                         | 12. Februar 1985 – 1. März 1985 | Präsident des Suprema Corte de Justicia, Interimspräsident                                     |
|      | Julio María Sanguinetti  | Partido Colorado | Enrique Tarigo                                             | 1. März 1985 – 1. März 1990     | 29. verfassungsmäßiger Präsident, mit ihm war nach zwölf Jahren wieder ein Zivilist Präsident. |
|      | Luis Alberto Lacalle     | Partido Nacional | Gonzalo Aguirre                                            | 1. März 1990 – 1. März 1995     | 30. verfassungsmäßiger Präsident, unter ihm wurde eine Währungsreform vollzogen                |
|      | Julio María Sanguinetti  | Partido Colorado | Hugo Batalla (bis 3. Oktober 1998) Hugo Fernández Faingold | 1. März 1995 – 1. März 2000     | 31. verfassungsmäßiger Präsident, 2. Amtszeit                                                  |
|      | Jorge Batlle Ibáñez      | Partido Colorado | Luis Antonio Hierro López                                  | 1. März 2000 – 1. März 2005     | 32. verfassungsmäßiger Präsident                                                               |
|      | Tabaré Vázquez Rosas     | Frente Amplio    | Rodolfo Nin Novoa                                          | 1. März 2005 – 1. März 2010     | 33. verfassungsmäßiger Präsident. Vázquez war von 1990 bis 1995 Oberbürgermeister Montevideos. |
|      | José Mujica              | Frente Amplio    | Danilo Astori                                              | 1. März 2010 – 1. März 2015     | 34. verfassungsmäßiger Präsident.                                                              |
|      | Tabaré Vázquez Rosas     | Frente Amplio    | Raúl Fernando Sendic (bis September 2017) Lucía Topolansky | 1. März 2015 – 1. März 2020     | 35. verfassungsmäßiger Präsident, 2. Amtszeit                                                  |
|      | Luis Alberto Lacalle Pou | Partido Nacional | Beatriz Argimón                                            | 1. März 2020 – 1. März 2025     | 36. verfassungsmäßiger Präsident                                                               |
|      | Yamandú Orsi             | Frente Amplio    | Carolina Cosse                                             | seit 1. März 2025               | 37. verfassungsmäßiger Präsident.                                                              |